# География Люксембурга

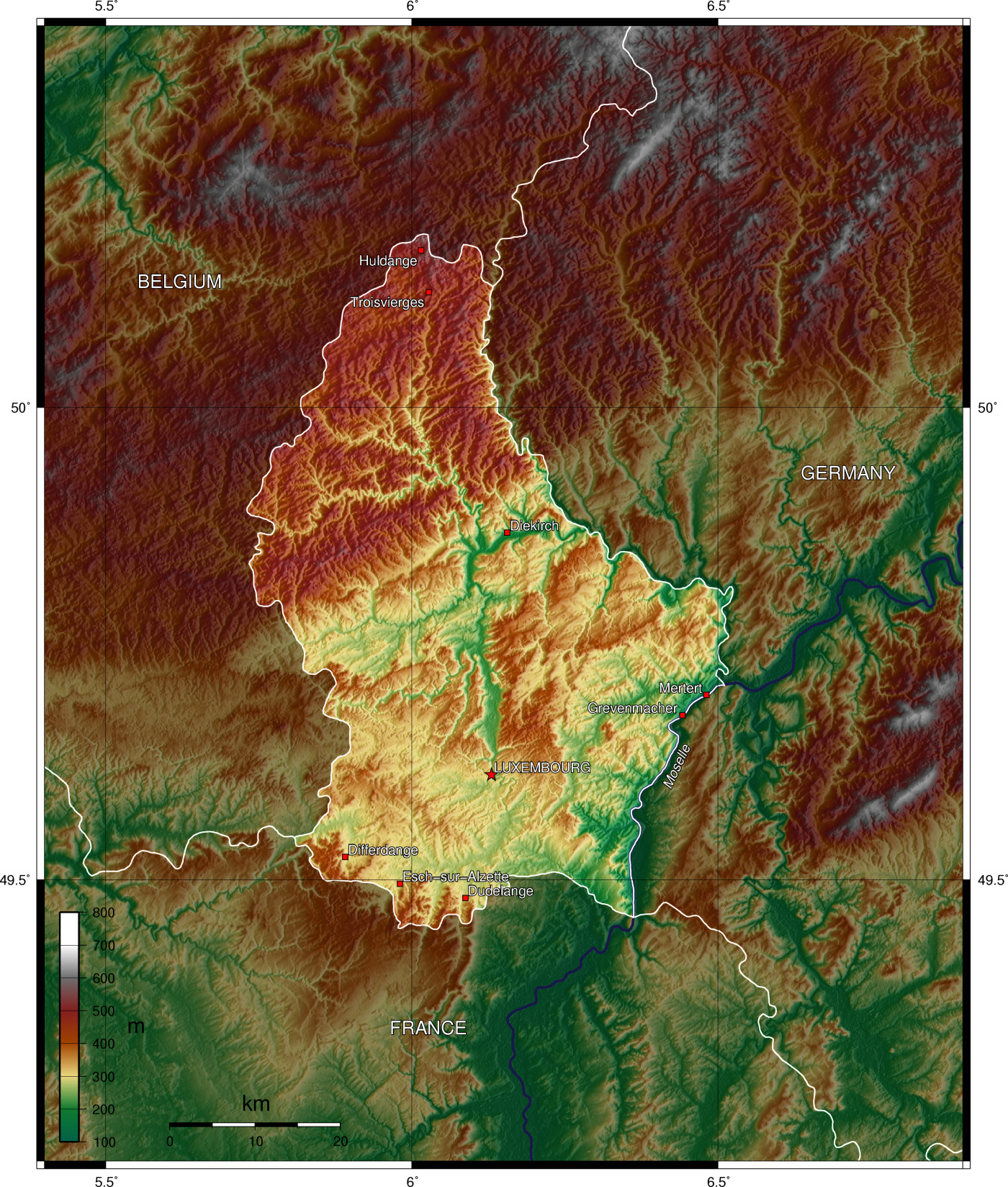
Физическая карта Люксембурга

Люксембург — небольшое государство в Западной Европе, не имеющее выхода к морю.
По суше страна граничит на юге с Францией (73 км), на западе и северо-западе с Бельгией (148 км), на востоке с Германией (138 км).
Территория Люксембурга — 2586 км², перепад высот — 428 м. Северная часть более высокая, южная — низменная (Красные земли). Рельеф в основном равнинный, на севере небольшие возвышенности Арденн, в южной части выделяют Люксембургское плато. Высшая точка — холм Кнайфф (560 м), низшая — впадение Зауэра в Мозель в Вассербиллиге (132 м). Реки Люксембурга относятся к бассейну Рейна.
Климат умеренный, подверженный Атлантике. Осадков выпадает от 800 мм на юге до 1200 мм на севере.
Несмотря на хорошую освоенность территории и большую плотность населения, примерно пятую часть страны занимают леса.